# Мадридский автономный университет
Автономный университет Мадрида (исп. Universidad Autónoma de Madrid) — один из лучших автономных университетов Испании, более известный аббревиатурой UAM. UAM — испанский государственный университет, основанный в 1968 наряду с автономными университетами Барселоны и Бильбао (Университет Страны Басков) во время испанских образовательных реформ Испании конца 1960-х и начала 1970-х.
С 1971 года главный кампус университета находится в Кантобланко (Cantoblanco), загородном районе в северных предместьях Мадрида. Несмотря на то, что студенческий городок является частью муниципального округа Мадрид, университетские здания ближе к городам Алькобендас и Трес-Кантос. На протяжении своей истории университет много раз признавался одним из лучших учебных заведений мира. В 2012 году Академический рейтинг университетов мира включил математический факультет UAM в список 51-75 лучших университетов в мире (12 учреждений в Европе), Юридический факультет считается самым престижным в Испании. Thomson Reuters признала, что исследователей именно этого университета больше всего цитировали в научных публикациях за 2011 год.
Учебные здания университета расположены в основном по улице Francisco Tomás y Valiente и практически все находятся вне городской черты.
Юридический факультет этого вуза считается самым престижным в Испании, выпускники этого факультета становятся самыми высокооплачиваемыми юристами. Кроме юридического в UAM ещё шесть факультетов: научный, экономический, философия и литература, педагогический, медицинский, психологический. 
В Автономном университете Мадрида ведётся приём и иностранных студентов по программе ERASMUS. Для участия необходимо, чтобы вуз соискателя был участником программы и предложил кандидатуру своего студента для учебного обмена. Заявку можно подавать с 15 апреля по 31 мая.
Для обучения в UAM предъявляются требования к знанию испанского языка, на некоторых факультетах обязательным требованием является наличие сертификата DELE.